# Karaurus
Karaurus jest nazwą rodzajową najstarszego znanego nauce płaza ogoniastego, który żył pod koniec jury. Zwierzę znane jest z kompletnego szkieletu odnalezionego na terenie obecnego południowego Kazachstanu. Według niektórych uczonych istnieją jeszcze starsze płazy ogoniaste, o niezbyt jasnym statusie taksonomicznym, a karaurus jest najstarszą salamandrą. 